# Lista de governantes da Moldávia
Esta é uma lista de príncipes (ou voivodas) da Moldávia, desde a sua formação, a leste dos Cárpatos, em meados do século XIV, até 1862, altura em que se unificou com a Valáquia, formando o Reino da Roménia.

## Lista

### Príncipes da Moldávia

#### Não dinásticos
| # | Nome   |  | Início do reinado | Fim do reinado | Cognome(s) | Notas |
| - | ------ |  | ----------------- | -------------- | ---------- | --- |
| 1 | Dragos |  | c.1347            | c.1354         |            | Primeiro príncipe conhecido da Moldávia, para onde foi enviado como representante do rei Luís I da Hungria, para estabelecer uma linha de defesa contra o Canato da Horda Dourada. Dragos passou a governar essa mesma região de defesa. |
| 2 | Sas    |  | c.1354            | c.1363         |            | Filho de Dragos. |

#### Bodano
| #  | Nome                    |  | Início do reinado                                    | Fim do reinado                                       | Cognome(s)                              | Notas |
| -- | ----------------------- |  | ---------------------------------------------------- | ---------------------------------------------------- | --------------------------------------- | --- |
| 3  | Bodano I                |  | 1363                                                 | 1367                                                 | O Fundador                              | Depôs Sas e fundou a primeira dinastia da Moldávia, a Bodano. O seu nome deu, em parte o nome à dinastia.                                                             |
| 4  | Pedro I                 |  | 1367                                                 | Julho de 1368                                        |                                         | Neto de Bodano I. É deposto pelo tio, Laţcu. |
| 5  | Laţcu                   |  | Julho de 1368                                        | 1375                                                 |                                         | Segundo filho de Bodano I e tio de Pedro I. Depôs o sobrinho. Não deixou descendência.                                                                                |
| 6  | Pedro II, o Belo        |  | 1375                                                 | Dezembro de 1391                                     |                                         | Filho de Costea da Moldávia, segundo filho de Bodano I, que casou com Margarida, a Bela, que deu, em parte, o nome à dinastia. Não deixou descendência.               |
| 7  | Romano I                |  | Dezembro de 1391                                     | Março de 1394                                        |                                         | Irmão de Pedro II. |
| 8  | Estêvão I               |  | Março de 1394                                        | 28 de Novembro de 1399                               |                                         | Filho de Romano I. Não deixou descendentes. |
| 9  | Jorge                   |  | 28 de Novembro de 1399                               | 29 de Junho de 1400                                  | O Coxo                                  | Irmão de Estêvão I. Deposto por intervenção de Mircea I da Valáquia.                                                                                                  |
| 10 | Alexandre I             |  | 29 de Junho de 1400                                  | 1 de Janeiro de 1432                                 |                                         | Irmão de Estêvão I e Jorge. Foi colocado no trono por Mircea I da Valáquia. Teve quatro esposas, que lhe deram vários filhos que governaram a Moldávia.               |
| 11 | Elias I                 |  | 1 de Janeiro de 1432                                 | Setembro de 1433                                     |                                         | Filho primogénito de Alexandre I e Ana de Podolsk. Primeiro governo.                                                                                                  |
| 12 | Estêvão II              |  | Setembro de 1433                                     | 4 de Agosto de 1435                                  |                                         | Filho ilegítimo de Alexandre I. Primeiro governo. |
| 11 | Elias I                 |  | 4 de Agosto de 1435                                  | 1 de Agosto de 1442                                  |                                         | Segundo governo, a partir de 1436 com Estêvão II. |
| 12 | Estêvão II              |  | 8 de Março de 1436                                   | 13 de Julho de 1447                                  |                                         | Governa pela segunda vez, com o irmão, Elias, até 1442. |
| 13 | Pedro III               |  | Maio de 1444                                         | 1445                                                 |                                         | Filho de Alexandre I e Marina da Moldávia. Primeiro governo, conjunto com Estêvão II.                                                                                 |
| 14 | Romano II               |  | 13 de Julho de 1447                                  | 22 de Agosto de 1447                                 |                                         | Filho de Elias I. Depôs o tio. Primeiro governo. |
| 13 | Pedro III               |  | 22 de Agosto de 1447                                 | 23 de Dezembro de 1447                               |                                         | Segundo governo, sozinho. |
| 14 | Romano II               |  | 23 de Dezembro de 1447                               | entre 23 de Fevereiro e 5 de Abril de 1448           |                                         | Segundo governo. |
| 13 | Pedro III               |  | entre 23 de Fevereiro e 5 de Abril de 1448           | 10 de Outubro de 1448                                |                                         | Terceiro governo. Morre repentinamente. |
| 15 | Csupor de Monoszlò      |  | 10 de Outubro de 1448                                | Dezembro de 1448                                     |                                         | Não dinástico. Nobre croata e comandante das forças do rei húngaro João Corvino, apoiou Pedro III, mas, com a sua morte repentina, sobe ele próprio ao poder.         |
| 16 | Alexandre II            |  | Dezembro de 1448                                     | 12 de Janeiro de 1449                                |                                         | Filho de Elias I e irmão de Romano II. Primeiro governo. |
| 17 | Bodano II               |  | 12 de Janeiro de 1449                                | 17 de Outubro de 1451                                |                                         | Sobrinho de Alexandre I. O seu assassinato em 1451 por Pedro Aarão casou uma guerra civil que duraria até o seu filho Estêvão ganhar o poder em 1457.                 |
| 18 | Pedro IV Aarão I        |  | 17 de Outubro de 1451                                | 24 de Fevereiro de 1452                              |                                         | Filho ilegítimo de Alexandre I. Primeiro governo e início da guerra civil.                                                                                            |
| 16 | Alexandre II            |  | 24 de Fevereiro de 1452                              | 22 de Agosto de 1454                                 |                                         | Segundo governo. |
| 18 | Pedro IV Aarão I        |  | 22 de Agosto de 1454                                 | entre 8 de Dezembro de 1454 e 8 de Fevereiro de 1455 |                                         | Segundo governo. |
| 16 | Alexandre II            |  | entre 8 de Dezembro de 1454 e 8 de Fevereiro de 1455 | 25 de Março de 1455                                  |                                         | Terceiro governo. |
| 18 | Pedro IV Aarão I        |  | 25 de Março de 1455                                  | 12 de Abril de 1457                                  |                                         | Terceiro governo. É deposto por Estêvão, filho de Bodano II, com o apoio da Valáquia.                                                                                 |
| 19 | Estêvão III             |  | 12 de Abril de 1457                                  | 2 de Julho de 1504                                   | O Grande                                | Filho de Bodano II, ganhou o poder em 1457, pondo término à guerra civil. O seu governo, o maior de toda a história da Moldávia, coincide com o apogeu do principado. |
| 20 | Bodano III              |  | 2 de Julho de 1504                                   | 22 de Abril de 1517                                  | O Zarolho, O Cego                       | Filho de Estêvão III. No seu reinado o Principado da Moldávia torna-se vassalo do Império Otomano.                                                                    |
| 21 | Estêvão IV              |  | 22 de Abril de 1517                                  | 14 de Janeiro de 1527                                | O Jovem                                 | Filho de Bodano III |
| 22 | Pedro V Rareş           |  | 14 de Janeiro de 1527                                | 14 de Setembro de 1538                               |                                         | Filho ilegítimo de Estêvão III. Primeiro governo. É deposto em 1538 pelo sultão otomano Solimão, o Magnífico, seu suserano.                                           |
| 23 | Estêvão V, o Locusta    |  | 18 de Setembro de 1538                               | 20 de Dezembro de 1540                               |                                         | Neto de Estêvão III, colocado no trono por Solimão, o Magnífico. Assassinado por boiardos revoltosos.                                                                 |
| 24 | Alexandre III Cornea    |  | 20 de Dezembro de 1540                               | 9 ou 16 de Fevereiro de 1541                         |                                         | Filho de Bodano III e irmão de Estêvão IV. |
| 22 | Pedro V Rareş           |  | 9 ou 16 de Fevereiro de 1541                         | 2 ou 3 de Setembro de 1546                           |                                         | Segundo governo. |
| 25 | Elias II Rareş          |  | 3 de Setembro de 1546                                | 30 de Maio de 1551                                   |                                         | Primeiro filho de Pedro Rareş. |
| 26 | Estevão VI Rareş        |  | 30 de Maio de 1551                                   | 1 de Setembro de 1552                                |                                         | Segundo filho de Pedro Rareş. |
| 27 | João I Joldea           |  | entre 4 e 12 de Setembro de 1552                     | entre 4 e 12 de Setembro de 1552                     |                                         | Não dinástico. Governa por três dias. |
| 28 | Alexandre IV Lăpuşneanu |  | c. 12 de Setembro de 1552                            | 30 de Novembro de 1561                               |                                         | Filho de Bodano III e irmão de Estêvão IV e Alexandre III. Primeiro governo.                                                                                          |
| 29 | João II Jacó Heraclida  |  | 30 de Novembro de 1561                               | 9 de Novembro de 1563                                |                                         | Não dinástico. Destrona Alexandre IV. |
| 30 | Estêvão VII Tomşa       |  | 9 de Novembro de 1563                                | entre 20 de Fevereiro e 10 de Março de 1564          |                                         | Não dinástico. |
| 28 | Alexandre IV Lăpuşneanu |  | Outubro de 1564                                      | 9 de Março de 1568                                   |                                         | Segundo governo. Regressa ao trono após a deposição de Estêvão VII.                                                                                                   |
| 31 | Bodano IV               |  | 9 de Março de 1568                                   | 15 de Fevereiro de 1572                              |                                         | Filho de Alexandre IV. |
| 32 | João III                |  | 15 de Fevereiro de 1572                              | 11 de Junho de 1574                                  | O Terrível, O Bravo, O Cruel, O Arménio | Filho ilegítimo de Bodano III ou de Estêvão IV. |

#### Casas de Bassarabe (RamoDrăculeşti) e Casa de Bodano|Bodano
| Retrato | Governante             | Início           | Término          | Dinastia   | Comentários                                                                                          |
| ------- | ---------------------- | ---------------- | ---------------- | ---------- | --- |
|         | Pedro V, o Coxo        | 1574             | 1577             | Drăculeşti | primeiro reinado                                                                                     |
|         | João IV Ferradura      | novembro de 1577 | dezembro de 1577 |            | Hetman, também chamado Ivan Pidkova, Nicoară Potcoavă ou Ivan Sarpega                                |
|         | Pedro V, o Coxo        | 1578             | 1579             | Drăculeşti | segundo reinado                                                                                      |
|         | Ivã, o Saxão           | 1579             | 1582             | Bodano     | filho bastardo de Pedro IV Rareş                                                                     |
|         | Pedro V, o Coxo        | 1582             | 1591             | Drăculeşti | terceiro reinado                                                                                     |
|         | Aarão, o Tirano        | 1591             | 1592             | Bodano     | filho de Alexandre V, o Ignóbil; primeiro reinado                                                    |
|         | Alexandre V, o Ignóbil | 1592             | 1592             | Bodano     | filho de Bodano IV; também reinou sobre a Valáquia (1592–1593)                                       |
|         | Pedro VI, o Cossaco    | 1592             | 1592             | Bodano     | filho de Alexandre V, o Ignóbil                                                                      |
|         | Aarão, o Tirano        | 1592             | 1595             | Bodano     | segundo reinado                                                                                      |
|         | Estêvão VIII Răzvan    | 1595             | 1595             |            | |
|         | Jeremias Movilă        | 1595             | 1600             | Movileşti  | neto de Pedro IV Rareş; primeiro reinado                                                             |
|         | Miguel, o Valente      | 1600             | 1600             | Drăculeşti | também reinou sobre a Valáquia (1593–1600) e Transilvânia (1599–1600)                                |
|         | Jeremias Movilă        | 1600             | 1606             | Movileşti  | segundo reinado                                                                                      |
|         | Simeão Movilă          | 1606             | 1607             | Movileşti  | irmão de Jeremias Movilă                                                                             |
|         | Miguel II Movilă       | 1607             | 1607             | Movileşti  | filho de Jeremias Movilă; primeiro reinado                                                           |
|         | Constantino Movilă     | 1607             | 1607             | Movileşti  | filho de Jeremias Movilă; sob a regência de sua mãe Elzbieta Csomortany de Losoncz; primeiro reinado |
|         | Miguel II Movilă       | 1607             | 1607             | Movileşti  | segundo reinado                                                                                      |
|         | Constantino Movilă     | 1607             | 1611             | Movileşti  | sob a regência de sua mãe; segundo reinado                                                           |
|         | Estêvão IX Tomşa       | 1611             | 1615             |            | segundo reinado                                                                                      |
|         | Alexandre VI Movilă    | 1615             | 1616             | Movileşti  | |
|         | Radu Mihnea            | 1616             | 1619             | Drăculeşti | primeiro reinado                                                                                     |
|         | Gaspar Graziani        | 1619             | 1620             |            | |

#### Várias dinastias
| Retrato | Governante                | Início | Término | Dinastia     | Comentários                                                                              |
| ------- | ------------------------- | ------ | ------- | ------------ | ---------------------------------------------------------------------------------------- |
|         | Alexandre VII Ilias       | 1620   | 1621    | Bodano       | sobrinho de Pedro VI, o Cassaco, Aarão, o Tirano e Bodano IV; primeiro reinado           |
|         | Estêvão IX Tomşa          | 1621   | 1623    |              | segundo reinado                                                                          |
|         | Radu Mihnea               | 1623   | 1626    | Drăculeşti   | segundo reinado                                                                          |
|         | Mirão Barnovschi-Movilă   | 1626   | 1629    | Movileşti    | primeiro reinado                                                                         |
|         | Alexandre VIII, o Infante | 1626   | 1629    | Drăculeşti   | primeiro reinado                                                                         |
|         | Moisés Movilă             | 1630   | 1631    | Movileşti    | primeiro reinado                                                                         |
|         | Alexandre VII Ilias       | 1631   | 1633    | Bodano       | segundo reinado                                                                          |
|         | Mirão Barnovschi-Movilă   | 1633   | 1633    | Movileşti    | segundo reinado                                                                          |
|         | Moisés Movilă             | 1633   | 1634    | Movileşti    | segundo reinado                                                                          |
|         | Basílio Lopes             | 1634   | 1653    |              | primeiro reinado                                                                         |
|         | Jorge II Estêvão          | 1653   | 1653    |              | primeiro reinado                                                                         |
|         | Basílio Lopes             | 1653   | 1653    |              | segundo reinado                                                                          |
|         | Jorge II Estêvão          | 1653   | 1658    |              | segundo reinado                                                                          |
|         | Jorge III Gica            | 1658   | 1659    | Gica         |                                                                                          |
|         | Constantino Serban        | 1659   | 1659    |              | primeiro reinado                                                                         |
|         | Estêvão X Lopes           | 1659   | 1661    |              | primeiro reinado                                                                         |
|         | Constantino Serban        | 1661   | 1661    |              | segundo reinado                                                                          |
|         | Estêvão X Lopes           | 1659   | 1661    |              | segundo reinado                                                                          |
|         | Eustáquio Dabija          | 1661   | 1665    |              |                                                                                          |
|         | Jorge IV Duca             | 1665   | 1666    |              | primeiro reinado                                                                         |
|         | Ilias III Alexandre       | 1666   | 1668    | Bodano       | Último membro da dinastia Bodano a reinar sobre a Moldávia; filho de Alexandre VII Ilias |
|         | Jorge IV Duca             | 1668   | 1672    |              | segundo reinado                                                                          |
|         | Estêvão XI Petriceicu     | 1672   | 1673    |              | primeiro reinado                                                                         |
|         | Dumitraşcu Cantacuzino    | 1673   | 1673    | Cantacuzeno  | primeiro reinado                                                                         |
|         | Estêvão XI Petriceicu     | 1673   | 1674    |              | segundo reinado                                                                          |
|         | Dumitraşcu Cantacuzino    | 1674   | 1675    | Cantacuzeno  | segundo reinado                                                                          |
|         | Antônio Ruset             | 1675   | 1678    | Rosetti      |                                                                                          |
|         | Jorge IV Duca             | 1678   | 1683    |              | terceiro reinado                                                                         |
|         | Estêvão XI Petriceicu     | 1683   | 1684    |              | terceiro reinado                                                                         |
|         | Dumitraşcu Cantacuzino    | 1684   | 1685    | Cantacuzeno  | terceiro reinado                                                                         |
|         | Constantino Cantemiro     | 1685   | 1693    | Cantemireşti |                                                                                          |
|         | Demétrio Cantemiro        | 1693   | 1693    | Cantemireşti | primeiro reinado; deposto pelos otomanos                                                 |
|         | Constantino Duca          | 1693   | 1695    |              | primeiro reinado                                                                         |
|         | Antíoco Cantemiro         | 1695   | 1700    | Cantemireşti | primeiro reinado                                                                         |
|         | Constantino Duca          | 1700   | 1703    |              | segundo reinado                                                                          |
|         | Chanceler João Buhuş      | 1703   | 1703    |              | primeiro mandato                                                                         |
|         | Miguel III Racoviţă       | 1703   | 1705    | Racoviţă     | primeiro reinado                                                                         |
|         | Antíoco Cantemiro         | 1705   | 1707    | Cantemireşti | segundo reinado                                                                          |
|         | Miguel III Racoviţă       | 1707   | 1709    | Racoviţă     | segundo reinado                                                                          |
|         | Chanceler João Buhuş      | 1709   | 1710    |              | segundo mandato                                                                          |
|         | Nicolau Mavrocordat       | 1709   | 1710    | Mavrocordato | primeiro reinado                                                                         |
|         | Demétrio Cantemiro        | 1710   | 1711    | Cantemireşti | segundo reinado                                                                          |

### Fanariotas (1711–1821)
| Retrato                                                           | Governante                                   | Início | Término | Dinastia     | Comentários |
| ----------------------------------------------------------------- | -------------------------------------------- | ------ | ------- | ------------ | --- |
|                                                                   | Caimacam Lopes Costachi                      | 1711   | 1711    |              | |
|                                                                   | João Mavrocordat                             | 1711   | 1711    | Mavrocordato | |
|                                                                   | Nicolau Mavrocordat                          | 1711   | 1715    | Mavrocordato | segundo reinado |
|                                                                   | Miguel Racoviţă                              | 1715   | 1726    | Racoviţă     | terceiro reinado |
|                                                                   | Gregório II Gica                             | 1726   | 1733    | Gica         | primeiro reinado |
|                                                                   | Constantino Mavrocordat                      | 1733   | 1735    | Mavrocordato | primeiro reinado |
|                                                                   | Gregório II Gica                             | 1735   | 1739    | Gica         | segundo reinado |
|                                                                   | Ocupação russa                               | 1739   | 1739    |              | Guerra Russo-Turca (1735-1739)                                                                                             |
|                                                                   | Gregório II Gica                             | 1739   | 1741    | Gica         | terceiro reinado |
|                                                                   | Constantino Mavrocordat                      | 1741   | 1743    | Mavrocordato | segundo reinado |
|                                                                   | João Mavrocordat                             | 1743   | 1747    | Mavrocordato | segundo reinado |
|                                                                   | Gregório II Gica                             | 1747   | 1748    | Gica         | quarto mandato |
|                                                                   | Constantino Mavrocordat                      | 1748   | 1749    | Mavrocordato | terceiro reinado |
|                                                                   | Iordache Stavrachi                           | 1749   | 1749    |              | |
|                                                                   | Constantino Racoviţă                         | 1749   | 1753    | Racoviţă     | primeiro reinado |
|                                                                   | Mateus Gica                                  | 1753   | 1756    | Gica         | |
|                                                                   | Constantino Racoviţă                         | 1756   | 1757    | Racoviţă     | segundo reinado |
|                                                                   | Escarlate Gica                               | 1757   | 1758    | Gica         | |
|                                                                   | João Teodoro Calimachi                       | 1758   | 1761    | Calimachi    | |
|                                                                   | Gregório Calimachi                           | 1761   | 1764    | Calimachi    | primeiro reinado |
|                                                                   | Gregório III Gica                            | 1764   | 1767    | Gica         | primeiro reinado |
|                                                                   | Gregório Calimachi                           | 1767   | 1769    | Calimachi    | segundo reinado |
|                                                                   | Constantino Mavrocordat                      | 1769   | 1769    | Mavrocordato | quarto reinado |
|                                                                   | Ocupação russa                               | 1769   | 1774    |              | Guerra Russo-Turca (1768-1774)                                                                                             |
|                                                                   | Gregório III Gica                            | 1774   | 1777    | Gica         | segundo reinado |
|                                                                   | Constantino Murusis                          | 1777   | 1782    | Murusis      | quarto reinado |
|                                                                   | Alexandru Mavrocordat Delibey                | 1782   | 1785    | Mavrocordato | |
|                                                                   | Alexandru Mavrocordat Firaris                | 1785   | 1786    | Mavrocordato | |
|                                                                   | Alexandre Ipsilanti                          | 1786   | 1788    | Ipsilanti    | |
|                                                                   | Ocupação austríaca                           | 1787   | 1791    |              | comandante militar Príncipe Josias de Saxe-Coburgo                                                                         |
|                                                                   | Emanuel Giani Ruset                          | 1788   | 1789    | Rosetti      | também chamado Manole ou Manolache                                                                                         |
|                                                                   | Ocupação russa                               | 1788   | 1791    |              | Guerra Russo-Turca (1787-1792)                                                                                             |
|                                                                   | Alexandre Murusis                            | 1792   | 1792    | Murusis      | primeiro reinado |
|                                                                   | Miguel Sutzos                                | 1793   | 1795    | Sutzos       | também chamado Draco |
|                                                                   | Alexandre Calimachi                          | 1795   | 1799    | Calimachi    | |
|                                                                   | Constantino Ipsilanti                        | 1799   | 1801    | Ipsilanti    | |
|                                                                   | Alexandre Sutzos                             | 1801   | 1802    | Sutzos       | |
|                                                                   | Chanceler Jorge Conta                        | 1802   | 1802    |              | |
|                                                                   | Alexandre Murusis                            | 1802   | 1802    | Murusis      | segundo reinado |
|                                                                   | Escarlate Calimachi                          | 1806   | 1806    | Calimachi    | primeiro reinado |
|                                                                   | Alexandre Murusis                            | 1806   | 1807    | Murusis      | terceiro reinado |
|                                                                   | Ocupação russa                               | 1806   | 1812    |              | Guerra Russo-Turca (1806-1812)                                                                                             |
| Bessarábia é posta sob o controle do Império Russo em 1812.       |                                              |        |         |              | |
|                                                                   | Alexandre Hangerli                           | 1807   | 1807    |              | |
|                                                                   | Escarlate Calimachi                          | 1807   | 1807    | Calimachi    | depto pelos russos |
|                                                                   | Caimacam Iordache Ruset-Roznovanu            | 1807   | 1807    | Rosetti      | |
|                                                                   | Caimacam Benjamim Costache                   | 1807   | 1812    |              | primeiro mandato |
|                                                                   | Escarlate Calimachi                          | 1812   | 1819    | Calimachi    | |
|                                                                   | Miguel Sutzos                                | 1819   | 1821    | Sutzos       | |
|                                                                   | Stolnici Manu e Rizos-Nerulos                | 1819   | 1819    |              | |
|                                                                   | Caimacam Benjamim Costache                   | 1821   | 1821    |              | segundo mandato |
|                                                                   | Ocupação pela Sociedade dos Amigos           | 1821   | 1821    |              | comandante militar: Alexandre Ipsilanti                                                                                    |
|                                                                   | Caimacam Estêvão Bogoridi (Estêvão Vogoride) | 1821   | 1822    |              | |
|                                                                   | João Sturdza                                 | 1822   | 1828    |              | |
|                                                                   | Ocupação russa                               | 1828   | 1834    |              | comandantes militares: Fyodor Pahlen, Pyotr Zheltukhin, e Pavel Kiseleff                                                   |
| Governo sob o Estatuto Orgânico (1832–1856)                       |                                              |        |         |              | |
|                                                                   | Miguel Sturdza                               | 1834   | 1849    |              | |
|                                                                   | Gregório Alexandre Gica                      | 1849   | 1853    | Gica         | primeiro reinado |
|                                                                   | Ocupação russa                               | 1853   | 1854    |              | Guerra da Crimeia |
|                                                                   | Gregório Alexandre Gica                      | 1854   | 1856    | Gica         | segundo reinado |
| Protetorado estabelecido pelo Tratado de Paris (1856) (1856–1859) |                                              |        |         |              | |
|                                                                   | Conselho Administrativo Extraordinário       | 1856   | 1856    |              | |
|                                                                   | Caimacam Teodoro Balş                        | 1856   | 1857    |              | |
|                                                                   | Caimacam Nicolau Vogoride                    | 1857   | 1858    |              | |
|                                                                   | Caimacams                                    | 1858   | 1859    |              | Estêvão Catargiu, Basílio Sturdza e Anastácio Panu (Catargiu renunciou em 1858, sendo substituído por João A. Cantacuzino) |
|                                                                   | Alexandre João Cuza                          | 1859   | 1862    |              | também governou a Valáquia                                                                                                 |
| União formal entre a Moldávia e a Valáquia em 1862.               |                                              |        |         |              | |